# 馬來播棋

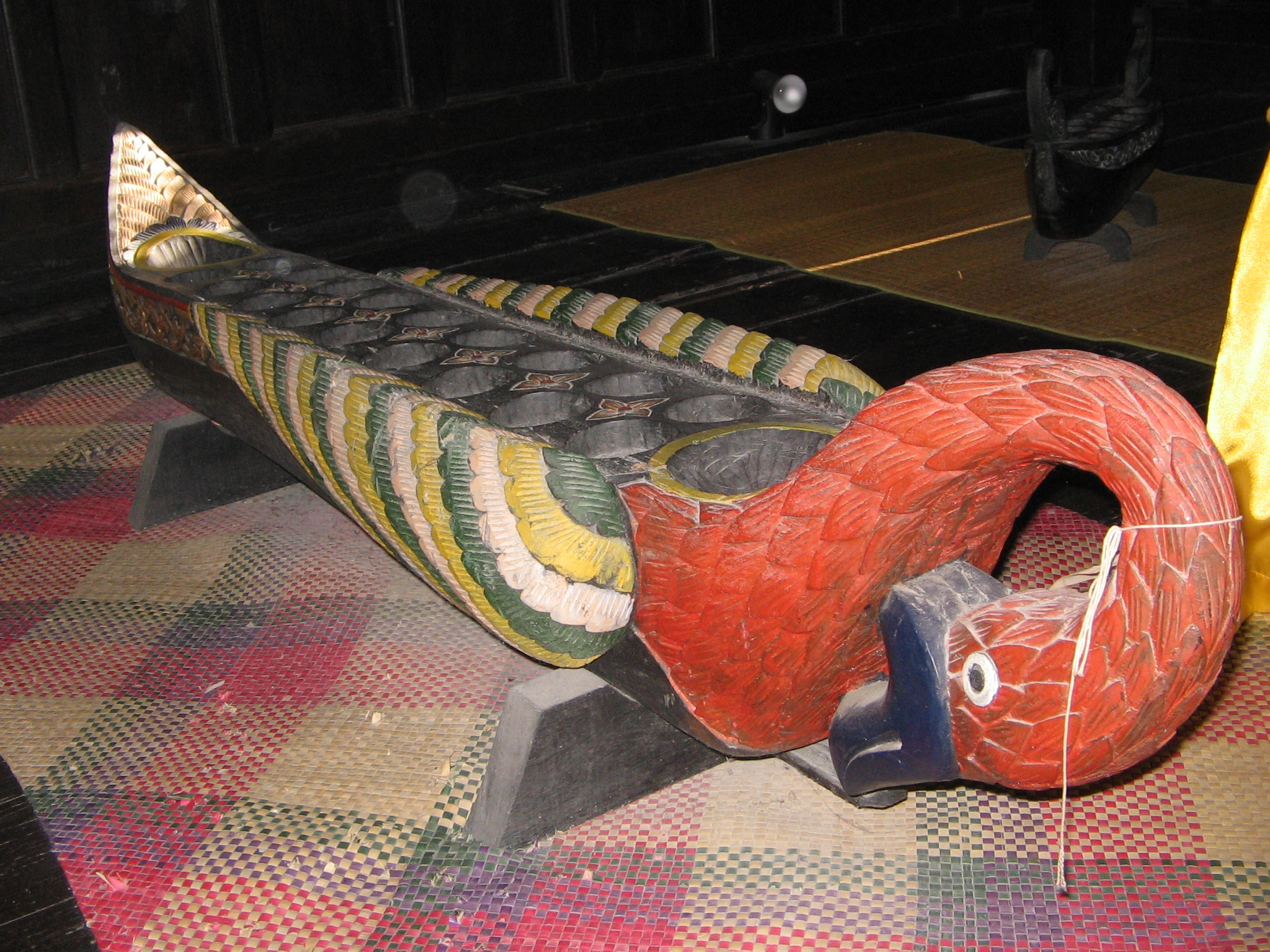
馬來播棋棋具

播棋，也称作「冲格」、「钟格」或「钟葛」，是一种两人对弈的播棋类传统游戏，与菲律宾播棋类似。马来播棋流行于马来西亚、印度尼西亚与汶莱等地。此外，马来西亚第二版硬币的10仙背面有个马来播棋。

## 棋具
- 長方形棋盤，分為兩列各七或五個小洞，兩方玩家各分一列。左右側再附有兩大洞，每方擁有左邊的大洞。分投時不經過對手的大洞。

- 初始佈置時，每個小洞有七顆棋子。

## 規則
- 每回合玩家輪流行棋，從己方有棋子的小洞取出所有棋子，以順時鐘方向分配到其他的洞中，但不經過對方大洞，一洞分配一顆，直至分配完。
  - 最後分配的一顆棋子若落在有棋子的小洞中時，需再從該洞再進行分配動作，直到最後分配的棋子落無棋子的小洞方結束回合。
  - 最後分配的一顆棋子若落在己方大洞中時，玩家再行棋一次，任選從己方有棋子的小洞再重複上述動作。

- 最後分投結束時落於己方無棋子的小洞，若正對面的對方棋洞有棋子，則把方才該顆棋子與對方該些棋子全取走放進己方大洞作為分數。

- 玩家無法分投時，則必須放棄回合。

- 當一方獲得超過總棋子數量一半時得勝[3][4]。

## 外部連結
- 遊戲介紹 （页面存档备份，存于）
- 遊戲下載[永久]
- 遊戲影片
- 遊戲影片